# Jachthaven

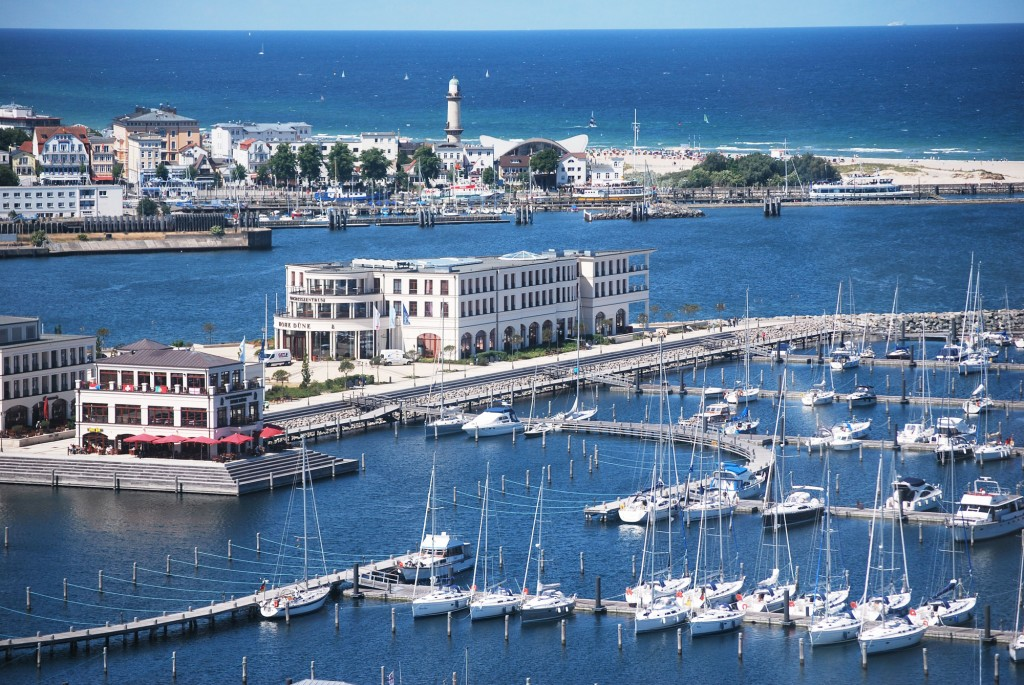
Marina, Yachthafenresidenz Hohe Düne, Rostock.

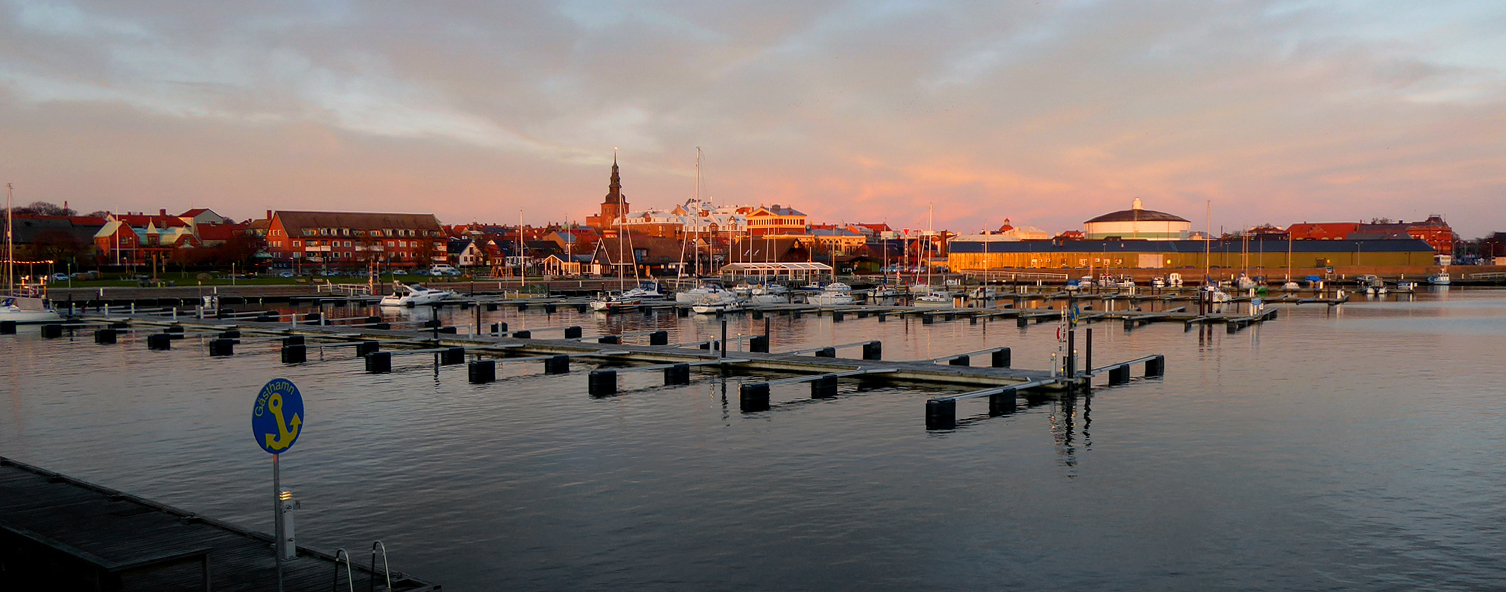
Jachthaven Ystad.

Een jachthaven is een haven waar men pleziervaartuigen tegen betaling aan steigers of kade kan aanleggen. Buiten het vaarseizoen kunnen de boten er ook gestald worden. Toezicht wordt door een havenmeester gehouden.
Bij een jachthaven zijn vaak voorzieningen zoals douches en toiletten. Ook is er in veel gevallen een winkeltje waar scheepvaartbenodigdheden en een beperkt assortiment levensmiddelen gekocht kunnen worden. Jachthavens die voldoen aan bepaalde criteria betreffende het milieu en veiligheid kunnen een Blauwe Vlag hebben.

## Categorieën jachthavens
- Passantenhaven. Hier worden ligplaatsen per dag(deel) verhuurd.
- Overdekte jachthaven. Ook wel botenhuis, botenloods of waterloods genoemd; hier worden overdekte ligplaatsen verhuurd. Overdekte jachthavens zijn zowel geschikt voor zomerstalling als voor (overdekte) winterstalling)
- Sloepenhaven. Toegespitst op een bepaald type boten, maar ook vletten en andere klassieke boten zijn hier te vinden.
- Droge jachthaven. Hier worden de boten droog op de wal gestald en gaan dus na het varen weer het water uit, veelal staan de boten in stellages opgeslagen. Ook bekend in Zuid-Europa en de Verenigde Staten waar het principe droge jachthaven ook wel dry storage of dry stacking genoemd wordt.